# البعثة الخامسة
البعثة الخامسة هي خامس فترة إقامة طويلة في محطة الفضاء الدولية (ISS). ظل الطاقم الذي يتكون من ثلاثة أشخاص في الفضاء لمدة 184 يومًا، قُضى 178 منهم على متن محطة الفضاء الدولية. كانت البعثة الخامسة استمرارًا للوجود بشري بلا انقطاع في الفضاء، اعتبارًا من يناير 2019، والذي بدأته البعثة الأولي في 2000-2001. 
انطلق طاقم البعثة الخامسة إلى الفضاء على متن مكوك الفضاء إنديفور بالمهمة STS-111 في 5 يونيو 2002. لكن مدة وجودهم على متن المحطة لم تبدأ حتى التحموا بالمحطة الفضائية الدولية بعد يومين في 7 يونيو.

## الطاقم
| المركز        | رائد فضاء                                                                  | رائد فضاء                                                                  |
| ------------- | -------------------------------------------------------------------------- | -------------------------------------------------------------------------- |
| القائد        | فاليري كورزون، وكالة الفضاء الروسية الفدرالية رحلة الفضاء الثانية والأخيرة | فاليري كورزون، وكالة الفضاء الروسية الفدرالية رحلة الفضاء الثانية والأخيرة |
| مهندس طيران 1 | بيجي ويتسون، ناسا أول رحلة فضائية                                          | بيجي ويتسون، ناسا أول رحلة فضائية                                          |
| مهندس طيران 2 | سيرجي تريشوف، وكالة الفضاء الروسية الفدرالية رحلة الفضاء الوحيدة           | سيرجي تريشوف، وكالة الفضاء الروسية الفدرالية رحلة الفضاء الوحيدة           |

## الطاقم الاحتياطي

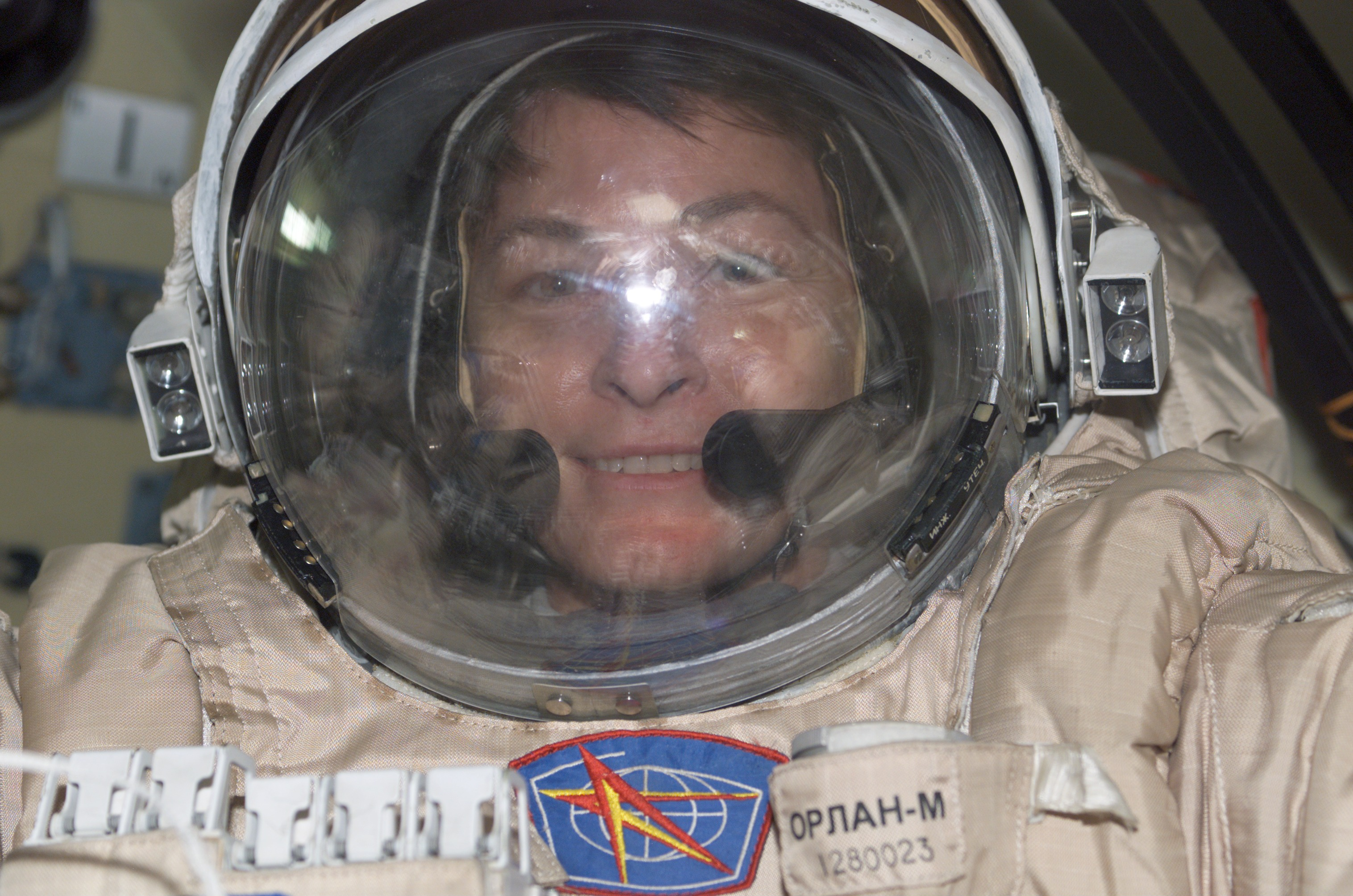
بيجي أ. ويتسن ، مهندسة طيران إكسبيديشن فايف ، ترتدي بدلة فضاء أورلان الروسية وهي تستعد لإيفا. (NASA)

| المركز        | رائد فضاء                                                              | رائد فضاء                                                              |
| ------------- | ---------------------------------------------------------------------- | ---------------------------------------------------------------------- |
| القائد        | ألكسندر كاليري، وكالة الفضاء الروسية الفدرالية رحلة الفضاء الرابعة     | ألكسندر كاليري، وكالة الفضاء الروسية الفدرالية رحلة الفضاء الرابعة     |
| مهندس طيران 1 | سكوت جيه كيلي، ناسا رحلة الفضاء الثانية                                | سكوت جيه كيلي، ناسا رحلة الفضاء الثانية                                |
| مهندس طيران 2 | ديمتري كوندراتيف، وكالة الفضاء الروسية الفدرالية </br> أول رحلة فضائية | ديمتري كوندراتيف، وكالة الفضاء الروسية الفدرالية </br> أول رحلة فضائية |

## معلمات المهمة
- القبا : 384 كم
- الأوج : 396 كم
- الميل : 51.6 درجة
- المدة : 92 دقيقة

## أهداف المهمة
تولى طاقم البعثة الخامسة مسؤولية عمليات محطة الفضاء الدولية في 7 يونيو 2002. أقيم حفل رسمي بين طواقم البعثة في 10 يونيو، مع رنين احتفالي للجرس النحاسي للمحطة، يرمز إلى نقل القيادة. أجرى طاقم البعثة الخامسة ما يقرب من 25 تدقيقًا جديدًا على متن المحطة الفضائية الدولية، وكذلك تابعوا التدقيقات العلمية المختلفة التي بدأت قبل إقامتهم. أنهى الطاقم الإقامة لمدة 184 يومًا في الفضاء عندما عادوا إلى ديارهم علي متن STS-113 بالسابع من ديسمبر 2002. 
قام المكوك الفضائي إنديفور بتوصيل طاقم البعثة الخامسة خلال المهمة STS-111 التي أطلقت في 5 يونيو 2002. ترأس الطاقم الخامس الذي يعيش على متن المحطة الفضائية الدولية الروسي فاليري كورزون وانضم إليه زميل رائد الفضاء الروسي سيرجي تريشوف ورائد الفضاء الأمريكي بيجي أ. ويتسون، مهندسي الطيران. أثناء وجوده على متن الطائرة، تم تعيين الدكتورة ويتسن كأول مسؤول علمي لمحطة الفضاء الدولية في وكالة ناسا من قبل مدير وكالة ناسا أوكيف. 

## عمليات السير في الفضاء
قام أعضاء طاقم السفينة البعثة الخامسة بالسير في الفضاء أثناء إقامتهم في محطة الفضاء الدولية. كلاهما كانا خارج قاعدة بيرس للالتحام واستخدموا بذلات فضاء أورلان الروسية. 
| المهمة                | رواد الفضاء | البداية ( UTC )     | النهاية (UTC)       | المدة الزمنية     |
| --------------------- | --- | ------------------- | ------------------- | ----------------- |
| البعثة الخامسة إيفا 1 | فاليري كورزون بيجي ويتسون | 16 أغسطس 2002 09:23 | 16 أغسطس 2002 13:48 | 4 ساعات، 25 دقيقة |
| البعثة الخامسة إيفا 1 | قام كل من كورزون وويتسون بتركيب ست لوحات حطام على وحدة خدمة زفيزدا. قاموا بإزالة الألواح من موقعها المؤقت على مهايئ محول التزاوج المضغوط 1 بالمحطة قبل التعلق بـزفيزدا. تم تصميم الألواح لحماية زفيزدا من تأثيرات الحطام الفضائي المحتملة. سيتم في النهاية تثبيت ما مجموعه 23 درعًا على وحدة الخدمة. |                     |                     |                   |
| إكسبيديشن 5 إيفا 2    | كورزون سيرجي تريشوف | 26 أغسطس 2002 05:27 | 26 أغسطس 2002 10:48 | 5 ساعات، 21 دقيقة |
| إكسبيديشن 5 إيفا 2    | أثناء السير الثاني لبعثة إكسبيديشن فايف، قام كورزون وتريشوف بتثبيت إطار على السطح الخارجي للوحدة النمطية زاريا لإيواء مكونات لمهام تجميع السير في الفضاء في المستقبل. قاموا بتركيب عينات مواد جديدة على زوج من تجارب التعرض لمواد وكالة الفضاء اليابانية الموجودة في خارج زفيزدا. قام كل من كورزون وتريشتشيف أيضًا بتركيب أجهزة على زفيزدا من شأنها تبسيط عملية توجيه الحبال خلال عمليات التجميع الفضائية المستقبلية. لقد قاموا بتحسين عمليات إذاعة الهواة في المستقبل من خلال إضافة هوائيات راديو لحم الخنزير على زفيزدا. أيضًا، قام كل من كورزون وتريشتشيف بتثبيت أجهزة كرومكا التي كان من المقرر أصلاً أن تحدث أثناء السير في الفضاء الأول للبعثة الخامسة كرومكا يقيس انبعاثات المخلفات من الدفاعات النفاثة زفيزدا. |                     |                     |                   |

### ناسا
1. 1 2  "بعثة محطة الفضاء الدولية Five Crew". ناسا. مؤرشف من الأصل في 2016-11-17. اطلع عليه بتاريخ 2011-03-08.

1. ↑  "NASA - STS-111". NASA. مؤرشف من الأصل في 2018-06-07. اطلع عليه بتاريخ 2011-03-08.

## روابط خارجية
- إكسبيديشن 5 التصوير الفوتوغرافي
- ISS Expedition Five Crew (مع نظرة عامة على المهمة)